# Philippe Waxweiler
Pour les articles homonymes, voir Waxweiler (homonymie).
 (septembre 2011).
Si vous disposez d'ouvrages ou d'articles de référence ou si vous connaissez des sites web de qualité traitant du thème abordé ici, merci de compléter l'article en donnant les références utiles à sa vérifiabilité et en les liant à la section « Notes et références ».
Philippe Waxweiler, artiste peintre, sculpteur, scénographe liégeois, est né le 15 décembre 1943. Il passe sa jeunesse en Afrique. Il fait des études supérieures d'arts graphiques à Saint-Luc, Liège. 

## Parcours
- Collaborateur en qualité de créateur publicitaire pour des agences de publicité bruxelloises.
- Créateur de modèles et chargé de relations publiques pendant 10 ans aux Cristalleries du Val-Saint-Lambert.
- Création de décors pour le Théâtre Arlequin
- Création de tapis pour la Maison Bausol
- Membre de l'Association Royale des Artistes Professionnels de Belgique, il se consacre entièrement à la peinture depuis 1977.
- Nombreuses expositions depuis 1972, en Belgique, en France, en Allemagne et en Suisse.
- Nombreuses œuvres dans des collections privées et publiques[réf. nécessaire]
- En décembre 2002, la Ville de Liège lui a consacré à la salle St. Georges une rétrospective à l'occasion de ses 30 années d'exposition.

## Œuvres principales
- Concerto en chat mineur
- Coup d'œil coquin
- Miss coca liberty
- Night and city
- Tableau virtuel
- Vol au-dessus d'un cimetière d'auto
- Ses enfants : Dimitri, Sacha, Charline et Lucas